# Малое Саврасово
Ма́лое Савра́сово — деревня в Раменском муниципальном районе Московской области. Входит в состав сельского поселения Константиновское. Население — 42 чел. (2010).

## Название
Название связано с некалендарным личным именем Савра́с.

## История

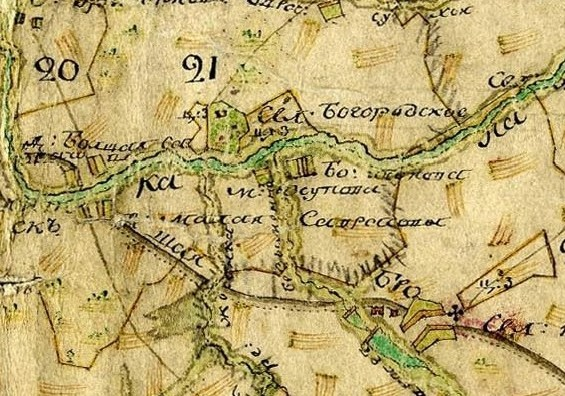
д. Малое Саврасово (Малая Саврасова). Фрагмент карты ген. межевания Московской губернии Подольского уезда 1778-1796 гг.

Первым появилось поселение на левом берегу реки Пахры, известное по документам XVII века как пустошь Саврасова. В конце того же века оно стало называться сельцо Саврасова, рядом с которым находились крестьянские дворы. К середине XVIII века это поселение разрослось, и на правом берегу Пахры появилась деревня с названием Малое Саврасово, а «материнское» селение получило имя Большое Саврасово. В наши дни эти деревни оказались в разных районах. При этом, они расположены напротив друг друга, на двух разных берегах реки.
В 1926 году деревня Малое Саврасово входила в Казанско-Богородский сельсовет Домодедовской волости Подольского уезда Московской губернии.
С 1929 года — населённый пункт в составе Раменского района Московского округа Московской области.
До муниципальной реформы 2006 года деревня входила в состав Константиновского сельского округа Раменского района.

## Достопримечательности
Вблизи деревни расположены славянские курганы XI—XIII вв., которые в наши дни носят статус памятника археологии.
Кроме того, в деревне существует система искусственных пещер-каменоломен длиной в несколько километров, где уже в начале XVIII века рабочие добывали известняк. В одном из трёх отделений в своё время были оборудованы своеобразные гроты не только для работы, но и под жильё, а также затейливый лабиринт, получившийся в результате ежегодного создания рабочими новых пещер. Добыча известняка в пещерах велась вплоть до нач. XX века. Однако, когда добыча камня прекратилась по ряду причин, хитроумная система подземных лабиринтов стала настоящим домом для людей, ведших асоциальный образ жизни, которых в 1920-е годы появилось немало. Поняв, что в этих пещерах могут прятаться и «враги народа» И. В. Сталин приказал взорвать вход в пещеры. Однако в 1978 году вход в одно из трёх отделений был восстановлен, и энтузиасты приступили к основательному изучению пещер. Так были составлены первые подробные карты каменоломни. На любительских картах можно встретить смешные названия пещерной системы — здесь есть коридор 

«Деканат», грот «Колобок», улица «Поджопная» и т.д.

## География
Деревня Малое Саврасово расположена в западной части Раменского района, примерно в 19 км к юго-западу от города Раменское. Высота над уровнем моря 128 м. Рядом с деревней протекает река Пахра. В деревне 1 улица — Полевая; приписано СНТ Угрешь и территория КИЗ Трубопроводчик. Ближайший населённый пункт — деревня Большая Володарка, посёлок Володарского.

## Население
| 1926 | 2002 | 2010 |
| ---- | ---- | ---- |
| 65   | ↘12  | ↗42  |

В 1926 году в деревне проживало 65 человек (24 мужчины, 41 женщина), насчитывалось 12 крестьянских хозяйств. По переписи 2002 года — 12 человек (5 мужчин, 7 женщин).